# 石山久男
石山 久男（いしやま ひさお、1936年 - ）は、日本の歴史家。専門は近現代史、歴史教育。

## 経歴
1936年に東京府で生まれる。1961年に東京都立大学大学院修士課程を修了する。その後、高等学校社会科教諭となり神奈川県立川崎高等学校などに務める。1989年に歴史教育者協議会事務局長に就任する。同年から2006年まで東京都立大学非常勤講師となる。2004年に歴史教育者協議会委員長となる。
また、日本歴史学協会常任委員や子どもと教科書全国ネット21常任運営委員などを歴任した。平和運動や教科書問題へ提言するなど市民活動を展開した。

## 著書

### 単著
- 『十五年戦争をどう教えるか』（あずみの書房、1989年）
- 『近現代史と教科書問題』（新興出版社、1998年）
- 『日の丸・君が代』（学習の友社、1999年）
- 『教科書検定』（岩波書店、2008年）

### 共編著
- 『中学教科書はどう変えられたか』（共著、俵義文、学習の友社、1993年）
- 『高校教科書検定と今日の教科書問題の焦点』（共著、俵義文、学習の友社、1995年）
- 『展望日本歴史（2）』（編著、渡辺賢二、東京堂出版、2000年）
- 『今、なぜ変える教育基本法Q&A』（編著、堀尾輝久・浪本勝年、大月書店、2003年）
- 『戦争はなぜくり返される』（平和と戦争の絵本3、石井勉絵、大月書店、2003年）
- 『近代京浜社会の形成』（京浜歴史科学研究会編、岩田書院、2004年）
- 『歴史教科書をめぐる日韓対話』（歴史学研究会編、大月書店、2004年）
- 『とめよう!戦争への教育』（子どもと教科書全国ネット21編、学習の友社、2005年）
- 『「改正」基本法で教育は「再生」できるか』（子どもと教科書全国ネット21編、学習の友社、2007年）
- 『戦争ってなんだ?』（編著、学習の友編集部、学習の友社、2008年）
- 『勝海舟を軸に日本の近現代史を考える』（下町人間総合研究所、2009年）
- 『東アジア共同体と勝海舟』（共著、吉岡吉典・内藤功、下町人間総合研究所、2009年）